# Cruzilles-lès-Mépillat
Cruzilles-lès-Mépillat là một xã ở tỉnh Ain, vùng Auvergne-Rhône-Alpes thuộc miền đông nước Pháp.